# Southampton Football Club Women
Il Southampton Football Club Women, noto semplicemente come Southampton, è una squadra di calcio femminile inglese affiliata all'omonimo club con sede nella città di Southampton, contea dell'Hampshire, con il quale condivide inno, colori sociali e soprannome, Saints (in italiano Sante), in omaggio alle origini parrocchiane del club.
Istituita nel 2017, nella stagione 2022-2023 disputa la Women's Championship, secondo livello del campionato inglese femminile di calcio, alla quale partecipa per la prima volta dopo aver guadagnato la promozione dalla FA Women's National League South, e gioca gli incontri casalinghi al St Mary's Stadium, impianto da 3 000 posti dei quali 500 a sedere.

## Storia

### Le origini del calcio femminile a Southampton
Nel 1970, su iniziativa delle tifose del Southampton F.C. maschile, venne fondato il Southampton Women's Football Club, squadra che però costituiva un club indipendente. Quell'originaria squadra femminile ottenne numerosi successi in Inghilterra, vincendo otto volte la WFA Cup (Women's FA Cup).
Un'altra squadra, il Southampton Saints Girls and Ladies Football Club, è stata fondata nel 1979 con il nome di Red Star FC ed è stata membro fondatore della WFA Women's National League nel 1991. Il club ha adottato il nome Southampton Saints Girls & Ladies quando si è affiliato al Southampton F.C. nel 1995, ed è stato assorbito dal Southampton F.C. nel 2001. Nel 2005 il club ha avuto difficoltà finanziarie; la squadra maschile è stata retrocessa dalla FA Premier League dopo 27 anni di calcio in massima serie e il Southampton F.C. ha ritirato il sostegno alla squadra femminile. Le Southampton Saints Girls & Ladies hanno continuato a non ricevere il sostegno del club per altri 14 anni, prima di annunciare la loro scomparsa per difficoltà finanziarie nel luglio 2019.

### Rinascita
Nel 2016 il Southampton FC, sotto la nuova proprietà, ha avvertito la necessità di integrare una squadra femminile senior competitiva, vista la crescita del profilo del calcio femminile nel Regno Unito. Con il Regional Talent Centre del club, è stata formata una squadra Southampton Under-16, e una Under-21 nel maggio 2017. Il club ha formato una prima squadra femminile senior per la stagione 2017-2018 ed è stato ammesso alla Hampshire Women's League Division 1. Nel marzo 2018, il Southampton ha chiesto senza successo di essere ammesso alla FA Women's Championship, il secondo livello del campionato nazionale.
Nel giugno 2018, dopo aver vinto la Hampshire Women's League Division 1, la prima squadra è stata inserita nella lista per la stagione successiva della Southern Region Women's Football League First Division South. Nel luglio 2018, il club ha nominato l'ex nazionale inglese Marieanne Spacey-Cale (91 presenze con la maglia delle Lionesses) come responsabile del calcio femminile e delle ragazze.
Nella stagione 2018-19 il club ha infatti militato nella Southern Region Premier Division e ha vinto il titolo da imbattuta, 18 vittorie su 18 inccontri di campionato, guadagnandosi la promozione nella FA Women's National League Division One. Hanno inoltre battuto l'Oxford City Women in League Cup, ottenendo un double nazionale.
In entrambe le stagioni 2019-2020 e 2020-2021, la squadra è stata in testa alla FA Women's National League Division 1 South West nel momento in cui la stagione è stata interrotta a causa dell'epidemia di coronavirus.
Nell'estate del 2021 il club ha richiesto, e ottenuto, per la sua squadra femminile la promozione al livello superiore, venendo inserita nella FA Women's National League Southern Premier Division per la stagione 2021-2022, ottenendo poi la vittoria della FA Women's National League Southern Premier Division e la possibilità di essere promossa in seconda fascia battendo le campionesse della FA WNL Northern Premier Division ai play-off. Il 21 maggio 2022, il Southampton ha ottenuto la prima promozione in FA Women's Championship sconfiggendo il Wolverhampton per 1-0 nello spareggio promozione.
Nel frattempo, nel gennaio 2022, la proprietà del club, di conseguenza anche la sua sezione femminile, viene acquisita dal gruppo Sport Republic, controllato dal magnate serbo Dragan Solak.

## Inno
L'inno del Southampton è When The Saints Go Marching', celebre canzone che, tra l'altro, richiama anche il soprannome del club cioè Saints.

## Stadio

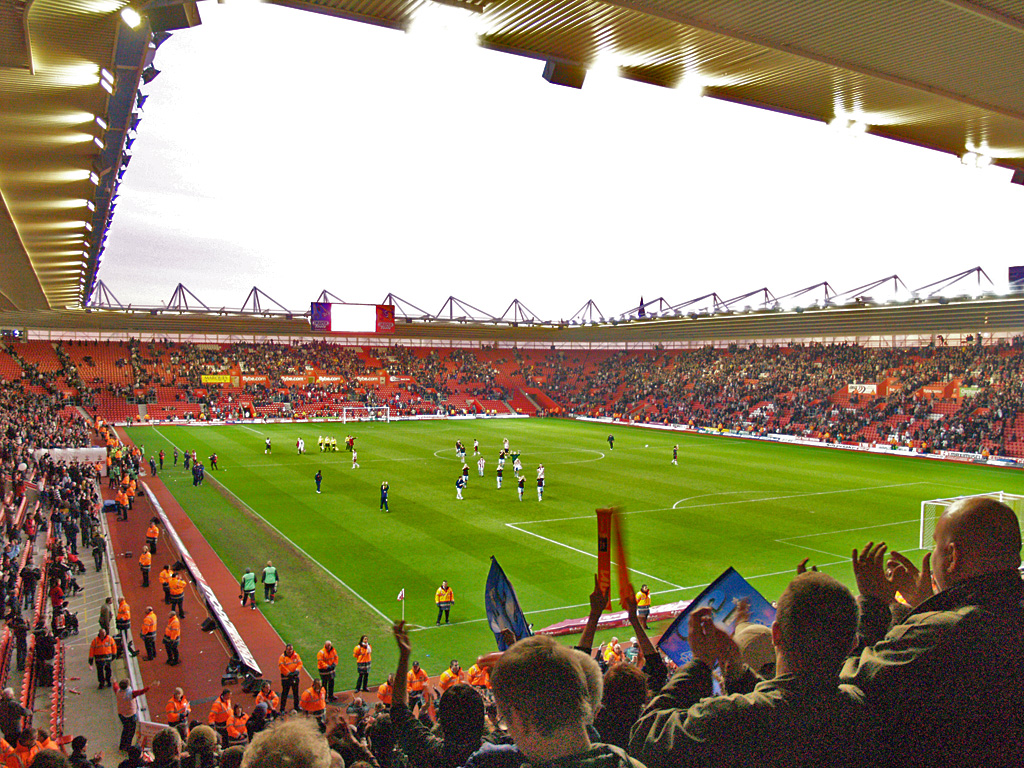
Il St Mary's Stadium.

L'impianto, il St. Mary's Stadium, che ospita la squadra maschile dei Saints dal 2001, ha una capacità di 32 689 posti ed è uno dei pochi stadi in Europa ad ottenere 4 stelle secondo i criteri UEFA.

## Palmarès

### Competizioni nazionali
- FA Women's National League South Southern Premier Division : 1

2021-2022
- FA Women's National League Cup : 1

2021-2022

## Organico

### Rosa 2022-2023
Rosa, numerazione e ruoli, tratti dal sito ufficiale, sono aggiornati al 14 novembre 2022.

| N. |                             | Ruolo | Calciatrice                    |
| -- | --------------------------- | ----- | ------------------------------ |
| 1  | Inghilterra (bandiera)      | P     | Kayla Rendell                  |
| 2  | Inghilterra (bandiera)      | D     | Ella Morris                    |
| 3  | Inghilterra (bandiera)      | D     | Milly Mott                     |
| 4  | Inghilterra (bandiera)      | C     | Lucia Kendall                  |
| 5  | Inghilterra (bandiera)      | D     | Rosanna Parnell (Capitano)     |
| 6  | Irlanda del Nord (bandiera) | D     | Laura Rafferty                 |
| 7  | Inghilterra (bandiera)      | C     | Georgie Freeland               |
| 8  | Inghilterra (bandiera)      | C     | Phoebe Williams (Vicecapitano) |
| 9  | Inghilterra (bandiera)      | A     | Ella Pusey                     |
| 10 | Inghilterra (bandiera)      | A     | Beth Lumsden                   |
| 11 | Galles (bandiera)           | C     | Megan Wynne                    |

| N. |                             | Ruolo | Calciatrice      |
| -- | --------------------------- | ----- | ---------------- |
| 12 | Inghilterra (bandiera)      | A     | Sophia Pharoah   |
| 14 | Nuova Zelanda (bandiera)    | D     | Ashleigh Ward    |
| 17 | Inghilterra (bandiera)      | A     | Lexi Lloyd-Smith |
| 19 | Galles (bandiera)           | C     | Alice Griffiths  |
| 20 | Inghilterra (bandiera)      | A     | Katie Wilkinson  |
| 21 | Inghilterra (bandiera)      | C     | Leeta Rutherford |
| 22 | Irlanda del Nord (bandiera) | C     | Ciara Watling    |
| 23 | Inghilterra (bandiera)      | D     | Megan Collett    |
| 24 | Inghilterra (bandiera)      | D     | Paige Peake      |
| 48 | Inghilterra (bandiera)      | P     | Sophie Harris    |